# Rhododendron pseudochrysanthum
Rhododendron pseudochrysanthum är en ljungväxtart som beskrevs av Bunzo Hayata. Rhododendron pseudochrysanthum ingår i släktet rododendron, och familjen ljungväxter. Utöver nominatformen finns också underarten R. p. rufovelutinum.

## Bildgalleri

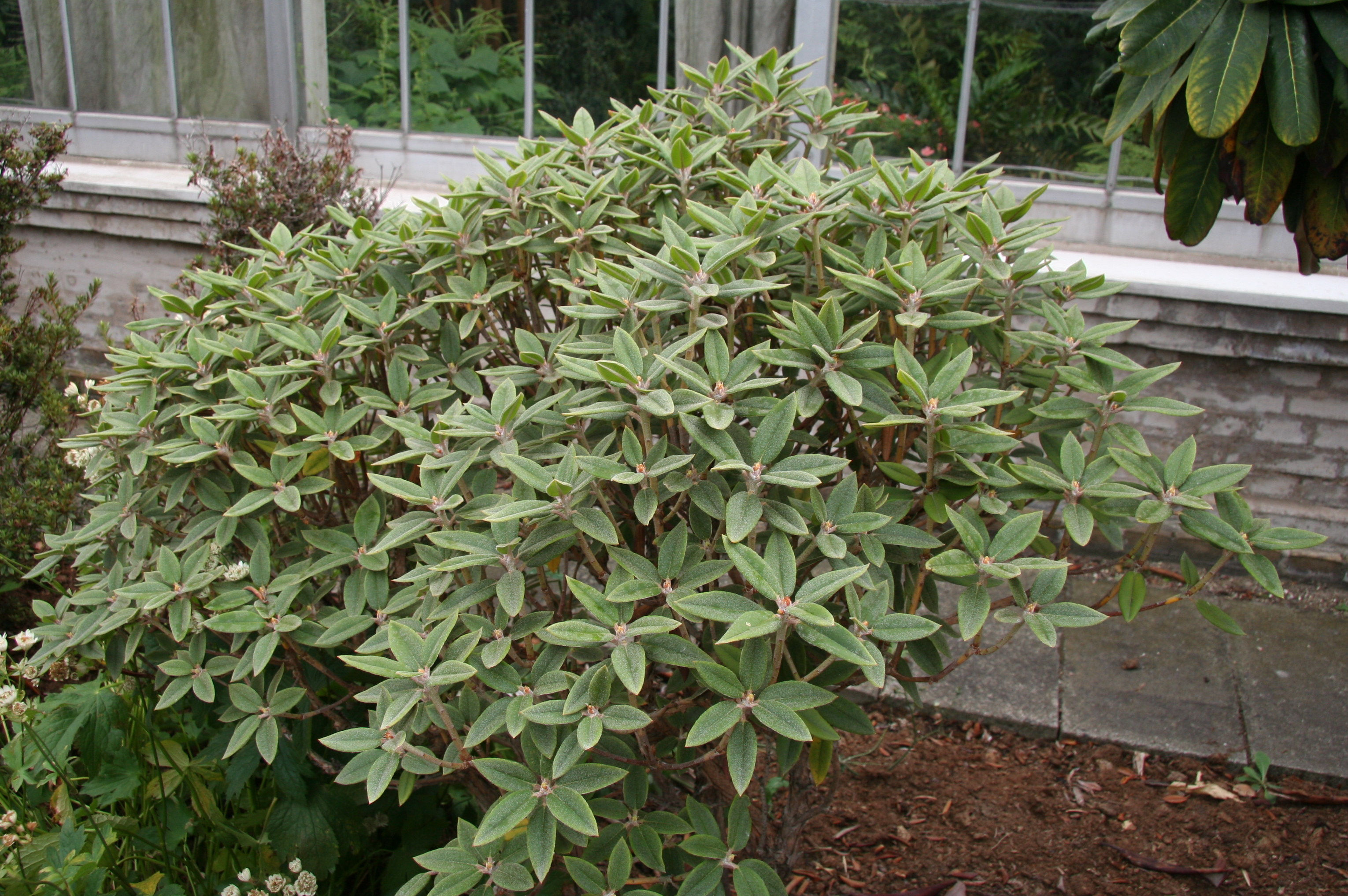
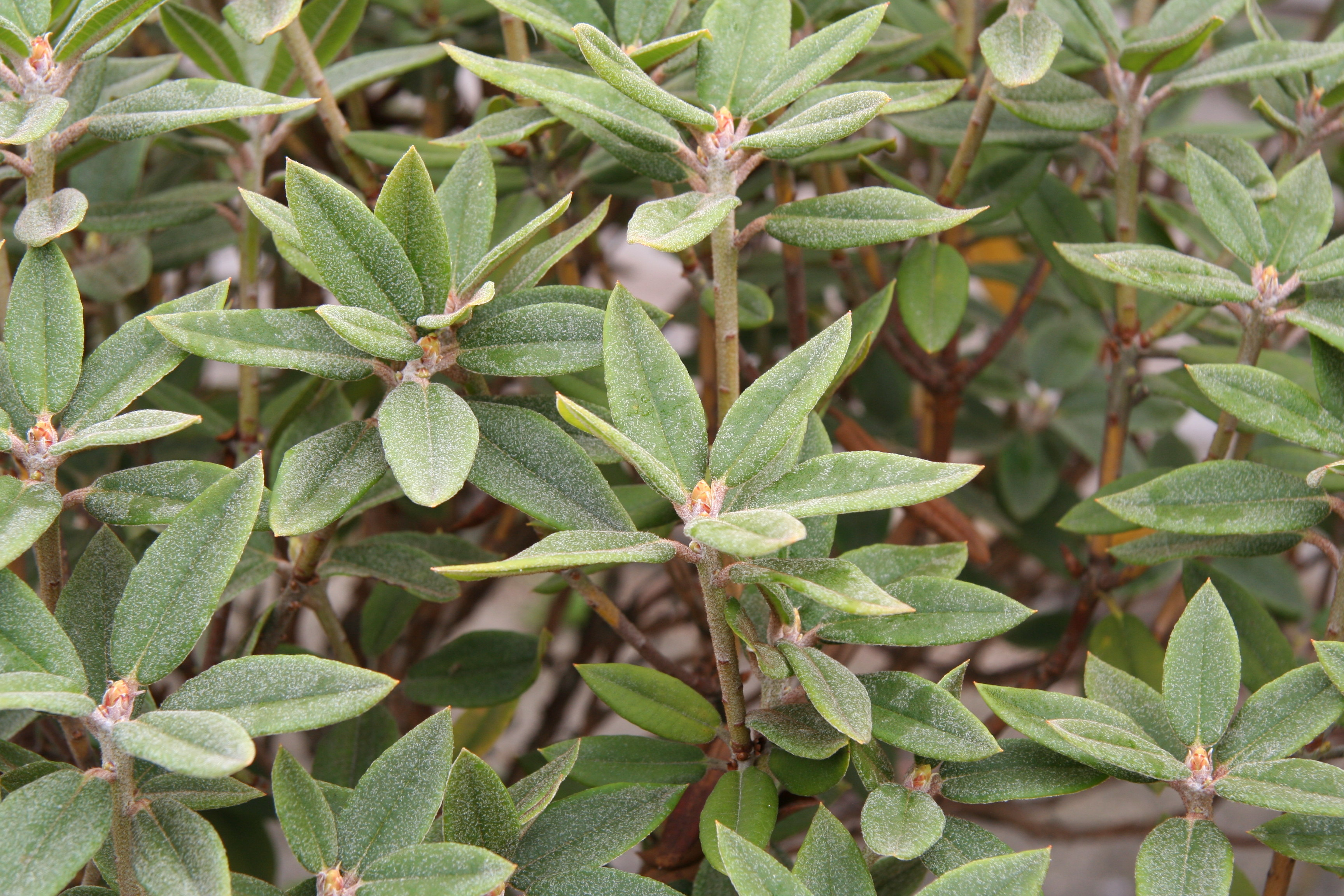